# Eneoptera fasciata
Eneoptera fasciata är en insektsart som först beskrevs av Scudder, S.H. 1869.  Eneoptera fasciata ingår i släktet Eneoptera och familjen syrsor. Inga underarter finns listade i Catalogue of Life.